# 1011년

## 연호
- 북송(北宋) 대중상부(大中祥符) 4년
- 요(遼) 통화(統和) 29년
- 일본(日本) 간코(寛弘) 8년
- 리 왕조(李朝) 투언티엔(順天) 2년

## 기년
- 북송(北宋) 진종(眞宗) 14년
- 요(遼) 성종(聖宗) 30년
- 고려(高麗) 현종(顯宗) 2년
- 리 왕조(李朝) 태조(太祖) 2년

## 사건
- 고려 대장경 제작이 시작됨.

## 사망
- 고려(高麗)의 무신(武官) 양규(楊規)
- 고려(高麗)의 무신(武官) 김숙흥(金叔興)